# Desa Dawuan Kidul
Desa Dawuan Kidul är en administrativ by i Indonesien.   Den ligger i provinsen Jawa Barat, i den västra delen av landet, 100 km öster om huvudstaden Jakarta.